# Рыцарская поэзия
Ры́царская поэ́зия — течение в европейской поэзии, выражающее миросозерцание, выработанное рыцарством и сменившее собой более суровый и грубый дух феодального периода. Основной поэзией рыцарства была поэзия провансальских трубадуров (см. Провансальская литература), перешедшая затем в соседние страны Европы.
В Испании трубадуры были очень популярны, особенно с тех пор, как принцесса прованская стала женой герцога барселонского Беренгара. Барселона (немного позже Сарагоса) становятся сборными пунктами трубадуров и главными очагами рыцарской поэзии; испанские (каталонские) поэты начинают подражать провансальским, так до XVI века их творчество, даже язык находятся под сильным влиянием провансальской поэзии; их любовные стихотворения отражают рыцарский культ женщины даже в ту пору, когда рыцарство уже утратило своё значение и почти выродилось. Рыцари, лица знатного происхождения, даже короли в Испании не стеснялись выступать в роли поэтов и певцов, охотно называя себя трубадурами. В Италии рыцарская поэзия оказала влияние на поэтов болонской школы, Гвидо Гвиничелли и Гвидо Кавальканти, а через их посредничество — и на самого Данте как автора «Vita nuova».
В Германии рыцарская поэзия родилась из слияния региональных народных мотивов, получивших новую обработку, с отголосками провансальской поэзии. Творчество немецких миннезингеров, из которых первым по времени считается рыцарь Кюренберг, уроженец Нижней Австрии, стало ярким отражением рыцарства. Около середины XII века занятие поэзией становится уже привилегией рыцарей. Некоторые из них, например, Генрих фон Фельдеке, Генрих фон Морунген, Рейнмар фон Бренненберг приобретают почётное имя. Постепенно произведения миннезингеров всё более проникаются рыцарским духом; в начале поэзия любви к женщине и восхищения её красотой, умом и добрым сердцем, облекается ещё в сравнительно безыскусную форму, довольно близкую к приемам и образам народной лирики, но скоро переходит в восторженный культ женщины. Творчество становится более изящным, художественным, но иногда слишком страдает искусственностью тона и разного рода условностями. Не все виды рыцарской поэзии, сложившиеся в Провансе, перешли на германскую почву; например, в поэзии миннезингеров практически нет аналогов лучшим сирвентам.
Исключение составляет знаменитый поэт XIII в., рыцарь Вальтер фон дер Фогельвейде, который чутко отзывался на все события своей эпохи, возбуждал народный энтузиазм во время одного из крестовых походов, громил политические притязания Рима и отстаивал самобытность германских государств. Наряду с этим Вальтер отводит большое место любовному и галантному элементу, воспевая под именем Гильдегунды даму своего сердца; в его песнях слышатся как отголоски провансальской лирики, так и влияние народного творчества.
Из других произведений рыцарской поэзии в Германии следует отметить сочинения Ульриха фон Лихтенштейна (XIII в.): «Der Frauendienst» и «Das Frauenbuch». Много перевидавший на своём веку рыцарь рассказывает здесь о разнообразных, иногда баснословных подвигах, будто бы совершённых им в честь дамы своего сердца. Во «Frauendienst» вставлено 58 отдельных песен, написанных выразительным поэтическим языком.
По мере того, как немецкое рыцарство приходило в упадок и вырождалось, теряла прежний смысл и рыцарская поэзия, которую культивировали миннезингеры. Эта поэзия, впрочем, пережила самое рыцарство; последние миннезингеры жили в XV в. Один из них, Освальд фон Волькенштейн, сделал безнадёжную попытку оживить пришедшую в упадок рыцарскую поэзию, вернуть ей прежний блеск, после того как под рукой таких стихотворцев, как рыцарь Штейнмар, она, видимо, стала вырождаться. Сменившая рыцарскую поэзию в Германии, поэзия мейстерзингеров заимствовала отдельные приёмы и образы у миннезингеров, хотя и носила другую окраску.
Рыцарская поэзия довольно ярко и определённо отразила служение даме сердца - один из главных ценностных и символических элементов рыцарства.